# Johannes Rudert
Johannes Rudert (* 30. April 1894 in Dresden; † 1. Februar 1979 in Heidelberg) war ein deutscher Psychologe und Hochschullehrer.

## Leben
Rudert studierte zuerst Theologie, danach wandte er sich der Psychologie zu und promovierte 1925 an der Universität Leipzig. Rudert war anschließend Heerespsychologe und Assistent bei Felix Krueger an der Philosophischen Fakultät der Universität Leipzig. Seine Kriegsverletzung im Zweiten Weltkrieg und die nachfolgende Behinderung war Anlass für die wissenschaftliche Arbeit „Kasuistischen Beitrag zur Lehre von der funktionalen Asymmetrie der Großhirnhemisphären“. Nach seiner Habilitation 1941 wurde er als Nachfolger von Otto Klemm Professor in Leipzig. In den Kriegsjahren versuchte er, für seine Studierenden ein Minimum an wissenschaftlicher Ausbildung zu sichern; z. B. konnte er auswärtige Fachleute für Kolloquien gewinnen etwa Hildegard Hetzer oder Otto Köhler, auch Ehrik Wartegg der mit seinem Wartegg-Zeichentest in der praktischen Berufsdiagnostik tätig war, kam zu Vorträgen. Am 4. Dezember 1943 wurde Leipzig von einem ersten schweren Bombenangriff getroffen, zwei weitere Bombenangriffe folgten am 22. Februar 1944 und am 27. Februar 1945. Dadurch wurden viele Gebäude der Universität zu großen Teilen zerstört; am 1. September 1944 wird der totale Kriegseinsatz für alle Studierenden angeordnet, d. h. ein Studium war nicht mehr möglich. Nach Kriegsende befürwortete eine Entnazifizierungskommission vorerst das weitere Verbleiben von Rudert an der Universität. Er wurde aber von der amerikanischen und später der sowjetischen Militäradministration im November 1945 aus der Universität entlassen. In der Folgezeit arbeitete er auf Honorarbasis bei kirchlichen Einrichtungen der Stadt als psychologischer Berater. 1948 bekam er von der Sächsischen Landesregierung einen Forschungsauftrag zum Thema „Die Verwahrlosung der weiblichen Jugend“.
1951 erhielt er einen Ruf an die Universität Heidelberg. Hier war er von 1952 bis 1962 Ordinarius neben Willy Hellpach. Seine zwei Assistenten waren Ludwig J. Pongratz und Robert Kirchhoff. Inhaltlich vertrat er die Fächer Entwicklungspsychologie und Pädagogische Psychologie. Seine Frau Ruth Rudert, geb. von Eichmann, hat sich in seinen ersten Heidelberger Jahren durch die teilweise unentgeltliche Vertretung einer wissenschaftlichen Assistentenstelle in das Institut eingebracht. Gemeinsam führten sie mit Kindern und Jugendlichen auch praktisch-therapeutische Studien durch, die an ihre Leipziger Zeit anknüpfen. Damit wurden kommende Strukturen an der Universität, nämlich eine Erziehungsberatungsstelle, die seit dem Sommersemester 1957 von seinem Assistenten Pongratz geleitet wurde, vorweggenommen. Seit dem Sommersemester 1963 wird er in Heidelberg als Emeritus genannt.

## Werk
In seiner Leipziger Zeit beschäftigte er sich mit Ausdrucks- und Persönlichkeitspsychologie, spezielle Themen waren Biographik, Graphologie und stimmlicher Ausdruck. In Heidelberg hat er sich entwicklungspsychologischen und pädagogisch-psychologischen Forschungsthemen zugewandt.

## Publikationen (Auswahl)
Monografien
- Charakter und Schicksal. Verlag Am neuen Markt 8, Potsdam 1944.

Herausgeberwerke
- gem. m. Julius Bahnsen: Beiträge zur Charakterologie: Mit besonderer Berücksichtigung pädagogischer Fragen. Mit Zusätzen aus dem handschriftlichen Nachlass neu hrsg. u. eingeleitet von Johannes Rudert (2 Bände). Verlag Johann Ambrosius Barth, Leipzig 1932.
- gem. m. Felix Krueger: Psychologie des Schreibens und der Handschrift. C. H. Beck Verlag, München 1934.